# Linda Lewis
Pour les articles homonymes, voir Lewis.
Linda Lewis, née Linda Ann Fredericks le 27 septembre 1950 et morte le 3 mai 2023,, était une chanteuse, compositrice et guitariste britannique.
Elle est principalement connue pour les singles Rock-a-Doodle-Doo (en) (1973), Sideway Shuffle (1973) et sa version de Shoop Shoop Song (It's in His Kiss) de Betty Everett (1975). Ses albums tels que Lark (en) (1972), Not a Little Girl Anymore (en) (1975), Woman Overboard (en) (1977), et plus tard Second Nature (1995), ont eu un succès international, notamment au Japon. Lewis a collaboré avec David Bowie, Al Kooper, Cat Stevens, Steve Harley et Cockney Rebel, Rick Wakeman, Rod Stewart, Peter Bardens, Hummingbird, Joan Armatrading et Jamiroquai.
Lewis était une guitariste et claviériste autodidacte. Influencée par Harry Nilsson, Billie Holiday, Smokey Robinson et Joni Mitchell, sa musique mêle folk, funk et soul.

## Biographie
Linda Lewis était l'aînée de six enfants, dont trois ont également eu des carrières de chanteurs.

### Années 1960
Linda Fredericks était née à West Ham, Essex. À l'âge de trois ans, elle est envoyée à l'école de scène[réf. nécessaire]. Elle est figurante pour la télévision et dans des films, dont Taste of Honey et A Hard Day's Night ; elle chante également en public pour gagner sa vie. Elle rejoint The Q Set, un groupe britannique de ska et de blue beat, une musique de style jamaïcain.
En 1964, elle chante Dancing in the Streets avec John Lee Hooker dans un club de Southend-on-Sea. Hooker lui présente Ian Samwell (en), qui prend des dispositions pour que Don Arden (en) se charge d'elle. Elle signe avec Polydor et enregistre le single You Turned My Bitter into Sweet, qui est maintenant un album de la collection de Northern Soul.
Polydor craint que son nom, Linda Fredericks, soit confondu avec Linda Kendrick, également sous contrat avec eux. Fredericks utilise donc le nom de Linda Lewis en l'honneur de la chanteuse Barbara Lewis (en). Ce patronyme est aussi utilisé professionnellement par ses sœurs, Dee et Shirley, ainsi  que par sa mère Lilly.

### Années 1970
En 1967, Linda Lewis forme White Rabbit avec Junior Marvin, remplaçant Marsha Hunt dans le groupe de soul rock The Ferris Wheel (en) en 1970, et effectuant une tournée en Europe avec eux. Elle enregistre également l'album Ferris Wheel (1970) et le single Can't Stop Now avec eux avant que le groupe ne se sépare la même année. Le 19 septembre 1970, Lewis apparait au premier festival de Glastonbury (où elle joue avec Terry Reid et David Lindley), après avoir été réservée par le DJ et booker de concerts Jeff Dexter (en). Après une rencontre fortuite avec le directeur de Warner Records, Ian Ralfini, Lewis signe avec Warner Bros, sur le label Reprise. Lewis travaille également comme musicienne de studio durant cette période, étant présente notamment sur des albums tels que Possible Projection of the Future d'Al Kooper, Aladdin Sane de David Bowie (1973), Catch Bull at Four de Cat Stevens (1972) et le premier album, Hummingbird (1975). Elle signe ensuite sur le nouveau label Raft distribué par Family Warner Brothers.
Son premier single Rock-a-Doodle-Doo atteint le no 15 dans le UK Singles Chart à l'été 1973, suivi de l'album Fathoms Deep (en), qui met en vedette le guitariste Bobby Tench, ancien du groupe de Jeff Beck. Cet album l'établit comme l'une des jeunes femmes auteurs-compositrices-interprètes les plus prometteuses de Grande-Bretagne et est acclamé par la critique, bien qu'il n'ait pas le succès escompté, probablement en raison de l'insolvabilité de Raft Records à cette époque. Cependant, plusieurs apparitions dans l'émission télévisée Top of the Pops de la BBC ont rehaussé son profil, suivies par une vaste tournée mondiale avec Cat Stevens. À son retour en studio, elle signe avec Arista Records et enregistre ce qui allait devenir son album révolutionnaire Not a Little Girl Anymore (en) (1975), qui comprend Allen Toussaint et la section cor de Tower of Power. Une reprise de The Shoop Shoop Song sort en single, sous le titre de It's in his Kiss, en même temps que Not a Little Girl Anymore, atteignant la 6e place du UK Album Chart. Le 5 juillet 1975, Lewis ouvre le Festival de Knebworth, suivi par Roy Harper, Captain Beefheart et le Magic Band, le Steve Miller Band et Pink Floyd. Elle chante sur l'album Go Too (en) (1977) avec Jess Roden. Trois autres albums suivent au cours des années suivantes. En 1986 et 1987, elle enregistre avec ses sœurs Dee et Shirley comme Lewis, puis comme Lewis Sisters.

### Années 1980 à 2007
Au cours de la décennie suivante, Lewis se retire de la vie publique et déménage à Los Angeles, bien qu'en 1984, elle apparaisse à nouveau au Festival de Glastonbury. En 1992, elle travaille sur l'album de Joan Armatrading, Square the Circle (en) en tant que choriste avec sa sœur Shirley et Sylvia Mason-James. Elle revient ensuite pour enregistrer Second Nature (1995), qui trouve le succès dans les charts japonais. Son succès la conduit à des performances live, qui sont enregistrées et publiées sous le nom de On the Stage - Live in Japan (1996). Trois autres albums suivent. Warner Bros Records sort Reach for the Truth: The Best of the Reprise Years (2002), une anthologie de son travail des trente dernières années ; BMG publie The Best of Linda Lewis (2003), qui comprend ses singles à succès. En 2003, elle apparait également au festival de Glastonbury, et est filmée par BBC Television pendant qu'elle apparait sur la scène jazz et mondiale.
Sa chanson Old Smokey est utilisée par le rappeur Common, sur son single Go! (2005), qui était apparu sur son album Be (2005). Il est produit par Kanye West et a atteint No. 1 sur les charts R&B et Hip Hop des États-Unis. Elle enregistre Live in Old Smokey (en) (2006), qui présente des chansons nouvelles et déjà sorties et fait une tournée au Royaume-Uni la même année. Le 28 octobre 2006, la National Portrait Gallery a ouvert une exposition intitulée Photographs 1965-2006 présentait un portrait de l'ancien mari de Lewis, Jim Cregan et d'autres modèles, tels que Shirley Bassey. En 2007, elle fait une tournée avec les Soul Britannia All Stars au Royaume-Uni et le 3 février 2007, BBC Four présente des performances de Lewis, dans un enregistrement de soixante minutes d'un spectacle de Barbican avec The Soul Britannia All Stars. En juin de la même année, elle collabore avec Basement Jaxx sur Close Your Eyes, qui figure dans le film d'animation japonais Vexille.

## Réception critique
Lewis a une tessiture de cinq octaves. Charles Waring du magazine Blues & Soul a décrit sa voix, telle qu'elle a été entendue dans The Best of Linda Lewis (2003), comme «puissante». Dans sa critique de l'album de Lewis A Tear and a Smile (1983) pour AllMusic, Amy Hanson a décrit la voix de Lewis comme «remarquable et dynamique». À propos de la capacité de Lewis à chanter dans le registre de voix sifflet, Hanson commente dans sa revue de Lark (en) (1972): « No longer a wild weapon that can soar from childlike lilt to screaming dog whistle without a moment's notice, she channels her range to the emotions it demands ». La voix de Lewis a également été comparée à celle de Mariah Carey. La critique Melissa Weber a commenté que sa voix avait des similitudes avec celle de Minnie Riperton, et que Lewis avait « a wider vocal range [than Riperton], with the ability to sing in a lower register ».

## Discographie

### Albums studio
Positions sur le graphique du UK Album Chart
- Say No More (Reprise, 1971)
- Lark (Reprise, 1972)
- Fathoms Deep (Raft, 1973)
- Not a Little Girl Anymore (Arista, 1975)
- Woman Overboard (Arista, 1977)
- Hacienda View (Ariola, 1979)
- A Tear and a Smile (Epic, 1983)
- Second Nature (Sony, 1995)
- Whatever... (Turpin, 1997)
- Kiss of Life (Turpin, 1999)

### Albums en public
- Born Performer: Live in Japan (Sony, 1996)
- Live in Old Smokey (Market Place, 2006)
- Hampstead Days (The BBC Recordings) (Troubadour, 2014)

### Collaboration
- Have You Noticed? Ludmilla featuring Linda Lewis (Reprise, 1993)

### Compilations
- Heart Strings (Reprise, 1974)
- The Best of Linda Lewis (Compilation) (BMG, 1996)
- Best of Linda Lewis (Camden, 1997)
- Reach for the Truth: Best of the Reprise Years 1971–74 (Rhino, 2002)
- Legends (Compilation) (BMG, 2005)
- Hampstead Days (Previously unreleased 1970s sessions and concert material) 2014

### Singles
(Juin 2024).
| Classement des singles                             | Classement des singles | Classement des singles | Classement des singles                                         |
| Titre                                              | Mois/Année             | Info d'enregistrement | Pic du palmarès pour le Royaume-Uni, sauf indication contraire |
| -------------------------------------------------- | ---------------------- | --- | -------------------------------------------------------------- |
| Rock-a-Doodle-Doo                                  | juin 1973              | producteur: Jim Cregan Raft 18502 B-side "Reach for the Truth" (album Lark)                                                                          | 15                                                             |
| Play Around                                        | octobre 1973           | producteur: Jim Cregan, Linda Lewis Raft 18505 B-side "On the Stage" (album Fathoms Deep)                                                            | "Breaker"                                                      |
| Sideway Shuffle                                    | mars 1974              | producteur: Marc Berthoumieux, Will Nott Raft 18507 B-side "Safe and Sound" (album Heart Strings)                                                    | "Breaker"                                                      |
| It's in His Kiss                                   | juillet 1975           | producteur: Bert DeCouteaux, Tony Silvester Arista 17 B-side "Walk About" (album Not a Little Girl Anymore)                                          | 6 #9 (Irlande) #19 (Italie)                                    |
| Rock and Roller Coaster                            | octobre 1975           | producteur: Bert DeCouteaux, Tony Silvester Arista 25 B-side "The Seaside Song" (album Not a Little Girl Anymore)                                    | "Breaker"                                                      |
| Baby I'm Yours                                     | avril 1976             | producteur: Bert DeCouteaux, Tony Silvester Arista 43 B-side "The Other Side"                                                                        | 33                                                             |
| This Time I'll Be Sweeter                          | octobre 1976           | producteur: Bert DeCouteaux, Tony Silvester Arista 65 B-side "So Many Mysteries to Find" (album Not a Little Girl Anymore)                           | 51                                                             |
| I'd Be Surprisingly Good For You                   | juin 1979              | producteur: Mike Batt Ariola 166 B-side "The Best Days of My Life" (album Hacienda View)                                                             | 40                                                             |
| You Turned My Bitter Into Sweet                    | mai 1984               | producteur: Kev Roberts Injection Records | "Breaker"                                                      |
| Midfield General featuring Linda Lewis "Reach Out" | août 2000              | producteur: Damian Harris Skint 54 B-side 1."Triangle" par Midfield General 2. "Reach Out – Hakon Remix" (album Generalisation par Midfield General) | 61                                                             |

### Listes de chansons
| Chanson                                   |                           | Année |
| ----------------------------------------- | ------------------------- | ----- |
| (Close the Door) Take Your Heart          | A Tear and a Smile        | 1983  |
| (Remember the Days of) the Old Schoolyard | Not a Little Girl Anymore | 1975  |
| (You Are An) Angry Young Man              | Kiss of Life              | 1999  |
| 109, Jamaica Highway                      | Hacienda View             | 1979  |
| All Comes Back to Love                    | Best of                   | 1997  |
| All My Laugh                              | Kiss of Life              | 1999  |
| And of the Sun                            | Whatever                  | 1997  |
| Baby I'm Yours                            | Best of                   | 1997  |
| Been My Best                              | Lark                      | 1972  |
| Beggars and Kings                         | Hacienda View             | 1979  |
| Best Days of My Life                      | Legends                   | 2005  |
| Bonfire                                   | Woman Overboard           | 1977  |
| Born Performer                            | Second Nature             | 1995  |
| Breathing Space                           | Whatever                  | 1997  |
| Can't Help Lovin' That Man of Mine        | Live in Old Smokey        | 2004  |
| Can't We Just Sit Down and Talk It Over   | Best of                   | 1997  |
| Come Along People                         | Say No More               | 1971  |
| Come Back and Finish What You Started     | Woman Overboard           | 1977  |
| Comes Back to My Love                     | Legends                   | 2005  |
| Cordon Blues                              | Legends                   | 2005  |
| Da'lin' (Groove)                          | Kiss of Life              | 1999  |
| Destination Love                          | A Tear and a Smile        | 1983  |
| Do Ya Know Dino?                          | Second Nature             | 1995  |
| Doin' the Right Thing                     | Whatever                  | 1997  |
| Donkey's Years                            | Say No More               | 1971  |
| Don't Come Crying                         | Whatever                  | 1997  |
| Don't Let It Go                           | A Tear and a Smile        | 1983  |
| Dreamer of Dreams                         | Woman Overboard           | 1977  |
| Earthed Again                             | Kiss of Life              | 1999  |
| Easy                                      | Whatever                  | 1997  |
| Far Cry                                   | Whatever                  | 1997  |
| Fathoms Deep                              | Fathoms Deep              | 1973  |
| Feeling Feeling                           | Lark                      | 1972  |
| Flipped Over Your Love                    | Best of                   | 1997  |
| Follow the Piper                          | Say No More               | 1971  |
| For Love's Sake                           | Second Nature             | 1995  |
| For Mama                                  | Say No More               | 1971  |
| Funky Kitchen                             | Say No More               | 1971  |
| Gladly Give My Hand                       | Lark                      | 1972  |
| Goodbye Joanna                            | Fathoms Deep              | 1973  |
| Grandaddy's Calypso                       | Live in Old Smokey        | 2004  |
| Guffer                                    | Fathoms Deep              | 1973  |
| Hampstead Way                             | Say No More               | 1971  |
| He's a Diamond                            | Whatever                  | 1997  |
| Hymn                                      | Say No More               | 1971  |
| I Am What I Am                            | A Tear and a Smile        | 1983  |
| I Can't Get Enough                        | A Tear and a Smile        | 1983  |
| I Do My Best to Impress                   | Not a Little Girl Anymore | 1975  |
| I Don't Do Don't                          | Live in Old Smokey        | 2004  |
| I Dunno                                   | Say No More               | 1971  |
| I Keep a Wish                             | Live in Old Smokey        | 2004  |
| I'd Be Surprisingly Good for You          | Hacienda View             | 1979  |
| If I Could                                | Fathoms Deep              | 1973  |
| I'm in Love Again                         | Fathoms Deep              | 1973  |
| I'm Not a Little Girl Any More            | Not a Little Girl Anymore | 1975  |
| In the Heat                               | Second Nature             | 1995  |
| It Don't Hurt                             | Kiss of Life              | 1999  |
| It Seemed Like a Good Idea at the Time    | Hacienda View             | 1979  |
| It's in His Kiss (Shoop Shoop Song)       | Not a Little Girl Anymore | 1975  |
| It's the Frame                            | Lark                      | 1972  |
| Kingman-Tinman                            | Fathoms Deep              | 1973  |
| Kiss of Life                              | Kiss of Life              | 1999  |
| Lark                                      | Lark                      | 1972  |
| Last Call                                 | Whatever                  | 1997  |
| Light Years Away                          | Woman Overboard           | 1977  |
| Like I Dance                              | Kiss of Life              | 1999  |
| Little Indians                            | Lark                      | 1972  |
| Lookin' Forward (To Lookin' Back)         | Born Performer            | 1996  |
| Love Inside                               | Second Nature             | 1995  |
| Love Plateau                              | Second Nature             | 1995  |
| Love Where Are You Now (That I Need You)  | Not a Little Girl Anymore | 1975  |
| Love, Love, Love                          | Not a Little Girl Anymore | 1975  |
| Lullabye                                  | Fathoms Deep              | 1973  |
| Magic in the Music                        | Say No More               | 1971  |
| Makes You Wonder                          | Whatever                  | 1997  |
| May You Never                             | Not a Little Girl Anymore | 1975  |
| Moles                                     | Fathoms Deep              | 1973  |
| Moment of Diamond                         | Second Nature             | 1995  |
| Moon And I                                | Woman Overboard           | 1977  |
| More Than a Fool                          | Lark                      | 1972  |
| More Than Enough                          | Second Nature             | 1995  |
| Mr. Respectable                           | Whatever                  | 1997  |
| My Aphrodisiac Is You                     | Hacienda View             | 1979  |
| My Friend the Sun                         | Woman Overboard           | 1977  |
| My Grandaddy Could Reggae                 | Not a Little Girl Anymore | 1975  |
| My Love Is Here to Stay                   | Woman Overboard           | 1977  |
| Never Been Done Before                    | Best of                   | 1997  |
| No.1 Heartbreaker                         | Woman Overboard           | 1977  |
| Nobody But You                            | Kiss of Life              | 1999  |
| Number One Heartbreaker                   | Best of                   | 2003  |
| Old Smokey                                | Lark                      | 1972  |
| On the Stage                              | Fathoms Deep              | 1973  |
| Our Day Will Come                         | Kiss of Life              | 1999  |
| Peter's Garden                            | Say No More               | 1971  |
| Play Around                               | Fathoms Deep              | 1973  |
| Reach for the Truth                       | Lark                      | 1972  |
| Red Light Ladies                          | Fathoms Deep              | 1973  |
| Rock a Doodle Do                          | Lark                      | 1972  |
| Rock and Roller Coaster                   | Not a Little Girl Anymore | 1975  |
| Rolling for Awhile                        | Hacienda View             | 1979  |
| Safe and Sound                            | Heart Strings             | 1975  |
| Save the Last Dance for Me                | Hacienda View             | 1979  |
| Shining                                   | Woman Overboard           | 1977  |
| Sideway Shuffle                           | Heart Strings             | 1975  |
| Sleeping Like a Baby                      | Hacienda View             | 1979  |
| So Many Mysteries to Find                 | Woman Overboard           | 1977  |
| So Sixties                                | Second Nature             | 1995  |
| Soon Come                                 | Second Nature             | 1995  |
| Spring Song                               | Lark                      | 1972  |
| Sweet Heartache                           | A Tear and a Smile        | 1983  |
| Sweet to Do Nothing                       | Second Nature             | 1995  |
| Take Me for a Little While                | A Tear and a Smile        | 1983  |
| That's Love                               | Hacienda View             | 1979  |
| The Best Days of My Life                  | Hacienda View             | 1979  |
| The Other Side                            | Legends                   | 2005  |
| The Same Song                             | Say No More               | 1971  |
| The Seaside Song                          | Legends                   | 2005  |
| This Boy                                  | A Tear and a Smile        | 1983  |
| This Time I'll Be Sweeter                 | Not a Little Girl Anymore | 1975  |
| Too Good to Be True                       | Kiss of Life              | 1999  |
| Walk About                                | Legends                   | 2005  |
| Waterbaby                                 | Lark                      | 1972  |
| Waving                                    | Live in Old Smokey        | 2004  |
| We Can Win                                | Say No More               | 1971  |
| Wearing wings                             | Kiss of Life              | 1999  |
| What Are You Asking Me for                | Lark                      | 1972  |
| Whatever                                  | Whatever                  | 1997  |
| What's All This About?                    | Second Nature             | 1995  |
| Why Can't I Be the Other Woman            | A Tear and a Smile        | 1983  |
| Winter Wonderland                         | Legends                   | 2005  |
| Wise Eyes                                 | Fathoms Deep              | 1973  |
| You Came                                  | Woman Overboard           | 1977  |
| You Don't Know What You're Missing        | A Tear and a Smile        | 1983  |